# Jargon institutionnel européen
Le jargon institutionnel européen est l'ensemble des termes utilisés au niveau des institutions de l'Union européenne. Il peut s'agir :
- de jargon à proprement parler, c'est-à-dire le langage technique employé entre les personnes travaillant dans les institutions ;
- du l'emploi particulier du vocabulaire des langues officielles de l'Union européenne, principalement l'anglais, qui n'est pas nécessairement un sens commun dans celles-ci.

## Jargon européen
Sur son portail web Europa, l'Union européenne dispose d'une page comprenant une liste non exhaustive du jargon utilisé et d'alternatives utilisées, notamment par la presse.

## Anglais européen
En 2013, un rapport publié par la direction « Interprétation » du Secrétariat général et titré A brief list of misused English terms in EU Publications (« Une brève liste des termes anglais utilisés de manière incorrecte dans les publications de l'UE »). Ce rapport a été mis à jour en 2016 par la Cour des comptes européenne sous le titre Misused English words and expressions in EU publications. Qualifiée d'« EU parlance », ce rapport a pour objectif d'assurer une traduction correcte des termes utilisés par les acteurs européens en termes compréhensibles par les personnes ne travaillant pas dans les institutions européennes dans les publications de l'Union. Jeremy Gardner, introduisant le rapport, remarque deux causes à l'existence de ce jargon :
- le fait que l'anglais international est devenu la lingua franca et que, selon certains, ce serait une raison pour ne plus considérer l'anglais parlé par les locuteurs natifs comme étant un modèle à suivre. Il souligne toutefois que l'anglais étant la langue officielle de deux États membres, les citoyens européens anglophones s'attendraient légitimement à pouvoir comprendre un texte sans difficulté.
- le fait que le jargon européen est une construction historique résultant d'une adhésion tardive des États anglophones (par exemple, le terme « acquis » n'est pas traduit, et certains acronymes sont utilisés sous leur forme francophone).

Jeremy Gardner divise ces termes en quatre catégories :
1. les termes qui n'existent pas en anglais ou sont relativement inconnus des locuteurs natifs en dehors des institutions européennes (et parfois même de certains dictionnaires) ;
2. les termes, souvent dérivés d'une autre langue, utilisés avec un sens qui n'est généralement pas présent dans les dictionnaires d'anglais ;
3. les termes utilisés dans un sens plus ou moins correct mais qui, dans le contexte de leur usage par les institutions, ne seraient pas utilisés par les locuteurs natifs ;
4. les termes, particulièrement ceux liés aux nouvelles technologies, pour lesquels les utilisateurs préfèrent un terme local à celui généralement utilisé dans les pays anglophones (lequel n'est pas nécessairement connu, même passivement). Le rapport de 2016 ne les inclut pas car il s'agit de termes principalement utilisés dans la langue orale (il cite notamment « key », « pen » ou « stick » pour « dongle », c'est-à-dire une « clef-usb »).

Pour chaque terme dont un usage erroné a été relevé, trois sections existent : « explication » (usage européen par rapport à l'usage anglais classique), « exemple » (citant des extraits de textes dans lesquels le mot est utilisé de manière erronée) et « alternatives » (proposant un vocabulaire approprié ou, dans certains cas, conseillant de reformuler la phrase afin d'éviter les pièges).
À titre d'exemple, le mot « actorness », désignant notamment le fait d'« être un acteur sur la scène internationale », est expliqué comme étant un néologisme issu du nom commun « actor » (lui-même présent sur la liste des mots utilisés de manière inappropriée par l'Union européenne) et du suffixe « -ness » (généralement utilisé pour nominaliser les adjectifs et les participes). En termes d'usage, le rapport remarque qu'il n'est pas souvent présent dans les publications de l'Union européenne mais, presque exclusivement, dans les publications concernant celle-ci. L'exemple ensuite utilisé est le titre d'une publication sur la mission EULEX Kosovo : « EU Actorness in International Affairs: The Case of EULEX Mission in Kosovo, Perspectives on European Politics and Society » et propose plusieurs alternatives dont « participation, involvement, active participation, active involvement ».

## Sources

## Compléments